# Въглеводород
Въглеводородите са основният и най-прост клас органични съединения. Молекулите им са изградени само от въглеродни и водородни атоми, откъдето произлиза и името им. Всички останали органични съединения могат да се разглеждат като техни производни. 

## Класификация
Класификацията на въглеводородите се основава на различието във вида на въглеродната верига и в природата на химичните връзки между въглеродните атоми в нея. По тези признаци те се делят на:
- Ациклични (мастни)
  - Наситени – Алкани
  - Ненаситени – Алкени, Алкини, Алкадиени и др.
- Циклични
  - Алифатни – Циклоалкани, Циклоалкени, Циклоалкини и др.
  - Ароматни – Арени

Броят на въглеродните атоми във въглеродните вериги на въглеводородите от един и същ вид може да бъде различен. Това е причина за явлението хомология. Въглеводородите от един и същ хомоложен ред имат еднакъв качествен, но различен количествен състав. Също така притежават сходен молекулен строеж и сходни свойства.

## Молекулен строеж
Въглеродните атоми в молекулите на въглеводородите се намират в различно хибридно състояние - sp3, sp2 и sp, с характерните различия в електроотрицателността.
В молекулите на алканите въглеводните атоми са само в sp3-хибридно състояние. При алкените и алакаполиените, въглеродните атоми са в sp3 и в sp2-хибридно състояние, а алкините и алкаполиините в sp3 и sp-хибридно състояние. В ароматното ядро на арените всички въглеродни атоми са с sp2-хибиридизация.
Хибридното състояние на въглеродните атоми определя вида на ковалентните връзки във веригите. Връзките C—H във всички въглеводороди са прости (σ-) връзки независимо от хибридното състояние на въглеродния атом. Връзката C—C при алканите е също проста (σ-) връзка. При алкените между въглеродните атоми в sp2-хибридно състояние се образува двойна (σ-сигма и π-пи) връзка. В молекулите на алкините между въглеродните атоми в sp-хибридно състояние съществува тройна (σ- и 2π-) връзка. В бензеновото ядро на арените връзката между въглеродните атоми е също сложна. Образувана е от σ- и делокализирана π-връзка.

## Химични свойства
Реакционната способност на въглеводородите на отделните хомоложни редове намалява с увеличаване на молекулната маса. Ако при обикновени условия се съпостави реакционната способност на отделните видове въглеводороди се установява следното: Алканите се отличават с много малка реакционна способност (парафини – от parum affinis – без сродство). Останалите въглеводороди проявяват по-голяма реакционна способност от алканите.
За въглеводородите са характерни няколко основни типа химични реакции.
- Заместителни реакции: при тях участват алканите, алкините и арените.
- Присъединителни реакции: характерни са предимно за алкените, алкадиените и алкините.
- Умерено окисляване: характерно за алканите, алкените, алкините и алкиларените.
- Горене: Запалени на въздуха, всички въглеводороди горят. Реакцията е силно екзотермична.

## Употреба
Многообразието в свойствата на въглеводородите обуславя разностранното им приложение в практиката. Освен висококалорични горива в енергетиката те са ценна суровина в органичния синтез. От тях се получават халогенопроизводни, алкохоли и феноли, алдехиди, кетони, карбоксилни киселини и техни производни, полимери, лекарствени вещества, препарати за селското стопанство и други.

## Разпространение и получаване
Въглеводородите се получават главно от природните източници – нефт, нефтен газ и природен газ. Нефтът е смес главно от алкани, циклоалкани и ароматни въглеводороди. В коксовия газ се съдържат газообразни алкани и предимно метан.
Въглеводороди се получават и при някои изкуствени методи като пиролиза на органични материали (въглища, биомаса и др.) и при процеса на Фишер-Тропш.